# グランド・セフト・オートIV
『グランド・セフト・オートIV』（グランド・セフト・オート フォー、原題：Grand Theft Auto IV）は2008年にアメリカ合衆国のロックスター・ゲームス社からPlayStation 3・Xbox 360用としてリリースされたオープンワールド型クライムアクションゲームである。略称は『GTA:IV』または『IV』。開発はロックスター・ノース。グランド・セフト・オートシリーズのメインタイトル第6作目であり、前作とストーリー上の繋がりを持たない新作である。2008年のリバティーシティを舞台とし、東欧出身で元兵士という出自の中年男性ニコ・ベリックを主人公とし、彼が復讐とアメリカンドリームを掴もうとする物語が展開される。
アメリカ合衆国で2008年4月29日にPlayStation 3・Xbox 360用として発売され、日本語版はカプコンより2008年10月30日に発売された。後にPC版も発売された。
2014年5月31日、PlayStation 3版『グランド・セフト・オート IV』のSocial Clubウェブサイトのステータス確認とランキング、ゲーム内のマルチプレイランキングが終了した。なお、オンライン対戦は可能になっている。

## あらすじ
2008年。旧ユーゴスラビア出身で、元兵士のニコ・ベリックはアメリカン・ドリームを掴むことと、かつて部隊を裏切って大勢の仲間が死ぬことになった男の行方を追って、粗末な貨物船「プラティパス号」でリバティーシティに到着する。さしあたり、アメリカで成功したと手紙やメールで自慢していた従兄弟のローマンを頼ろうとするが、彼の実態は貧しいタクシー会社の経営者で、ギャンブルによって高利貸しへの借金まで抱えていた。ニコは呆れつつもローマンに手を貸し、改めてアメリカン・ドリームを実現して過去を清算しようと決意する。
ニコはローマンのツテで、地元ギャングのリトル・ジェイコブの仕事も受けるようになる。また、ローマンに貸付けを行っていた高利貸しのブラッドが、タクシー会社の女性従業員マロリーに手を出そうとしたことに激怒し、彼を殺す。この一件で、ブラッドのボスである街の有力ロシアン・マフィア、ファウスティン・ファミリーに目を付けられるも、ボスのミカイルはニコの度胸を気に入り、仕事を依頼するようになる。次々と仕事をこなしミカイルの信頼を得たニコだったが、情緒不安定なミカイルに危機を抱いていた副ボスのディミトリ・ラスカロフの依頼で、多額の報酬と身の安全とを引き換えに、ニコはミカイルを暗殺する。しかし、ディミトリは約束を反故にした上、過去のいざこざでニコの命を狙っているロシアン・マフィアのボスであるブルガーリンと手を組み、ニコを始末しようとする。
激しい銃撃戦を生き延びたニコだったが、ディミトリにアパートとタクシー会社を焼き払われたことで、ローマンともども別地域への逃亡を余儀なくされる。新拠点でニコは、エリザベータを始めとする地元の麻薬組織と関係を持つようになるが、新しくできた恋人ミシェールの正体は政府の調査員で、エリザベータの逮捕を狙っていた。結局、ニコは半ば脅される形で、ミシェールの上司であるU.L.ペーパーから政府の仕事を依頼されるようになる。一方でU.L.ペーパーは、見返りとしてニコの犯罪歴の抹消と、彼が行方を探す裏切り者の捜索を手伝うことを約束する。並行してローマンは保険金によって事業の立て直しを図り、ニコの支援で経営も軌道に乗る。そしてローマンはマロリーにプロポーズし、彼女は受け入れる。
ニコの裏社会の仕事も順調に進み、アイルランド系ギャングのマクレリー・ファミリーや、新興のイタリア系マフィアであるペゴリーノ・ファミリーとも関係を持つようになる。マクレリー・ファミリーのパッキーとは友人となり、やがて彼の妹ケイトと付き合うようになる。また、ペゴリーノ・ファミリーとは、幹部のレイやフィルにも気に入られ、ドンのジミー・ペゴリーノから直々に仕事を受けるようになる。ペゴリーノ・ファミリーの情報網で、ニコは探していたかつての仲間であるフロリアン・クラヴィッチを見つけるが、彼はバーニー・クレインと名を変えた上にオカマと化しており、裏切り者ではないことがわかった。これにより、もう1人の仲間であるダルコ・ブレヴィッチこそが、探していた裏切り者であることが確実となった。
ペゴリーノは五大ファミリー入りを狙っていたが失敗し、徐々に追い詰められていく。また、ニコの行く先々で間接的にディミトリの関与があり、何度も彼に命を狙われる。他方でニコは、U.L.ペーパーや裏社会の大物ジョン・グラヴェリと信頼関係を築く。そのような中、U.L.ペーパーはルーマニアにいたダルコを発見してリバティーシティに連行し、ニコに引き合わせる。長らく行方を追い続けていた相手と対峙したニコは、ダルコを殺すか見逃すかの選択を行う。
過去に決着をつけたニコは落ち目のペゴリーノに呼び出され、ディミトリと手を結んで大規模なヘロイン取引を行うことを打ち明けられる。ここでニコは「取引」か「復讐」を選ぶことになる。
「取引」を選んだ場合、ディミトリはニコの選択を信用せず、彼の命を狙ってローマンとマロリーの結婚式を襲撃し、流れ弾によってローマンが命を落としてしまう。ニコは復讐を果たすべくディミトリの行方を追い、ハピネス島まで追い詰めた末に彼を始末する。
「復讐」を選んだ場合、ニコは手始めにディミトリを始末する。しかし、取引が流れて破滅が確定的になったペゴリーノの恨みを買い、ローマンとマロリーの結婚式を襲撃され、流れ弾によって恋人のケイトが命を落としてしまう。ニコはローマン、ジェイコブとともにペゴリーノの行方を追い、ハピネス島まで追い詰めた末に彼を始末する。

## 舞台
『III』の発売以来、同シリーズは『III』に関係する作品であったが、本作は前シリーズから独立しており、関連は無い。
本作の舞台は2008年のアメリカ東海岸の架空の都市「リバティーシティ」であるが、本作では過去のシリーズから一新され、実際のニューヨークの地理に基づき、4つの地域に分割されたリバティーシティが舞台となる。ブローカーはブルックリン、デュークスはクイーンズ、ボーハンはブロンクス、アルゴンキンはマンハッタンに相当する。リバティーシティの西側に隣接する島はリバティーシティとは別の州として存在するオルダニーという地域であり、これはニューヨーク州に隣接するニュージャージー州を元にしている。冒頭では島の間に架けられている橋はテロ対策により封鎖されているが、後にその封鎖は解除され、プレイヤーは自由に街中を行き来できるようになる。
リバティーシティには多くのパロディが取り入れられており、地区名のホーヴ・ビーチはブライトンビーチをモデルにし、名前の由来はイングランドにある地域ブライトン・アンド・ホーヴからきている。また、アルゴンキンとオルダニーを結ぶブーストンネルはリンカーン・トンネルをモデルにしており、名前は第16代アメリカ大統領のエイブラハム・リンカーンを暗殺したジョン・ウィルクス・ブースにちなんでいる。

## システム上の特徴
本作は過去のシリーズ作と比べ、システム面でかなりの変更が加えられた。以下に特徴的なものを記述する。

### ゲーム進行におけるもの
- 主人公は、ストーリーの進行により隠れ家を転々とすることになる。
- 携帯電話に通話をはじめとする様々な機能が盛り込まれており、ストーリー上の重要な要素のひとつとなっている。登場人物に電話をかけることによって（サブ）ミッションやアクティビティを発動させることができる。また、今作では特定の電話番号を入力することでチートの効果が出るようになっている（このため従来の「コマンド」方式のチートは廃止されている。）一度出現させたチート項目はメニューのチートから選べる。
- ネットカフェなどに設置されたパソコンから接続できる仮想のインターネットが存在し、ウェブサイトを閲覧したり、メールに返信する事によってミッションを受けたりすることができる。
- 警察のホストコンピューターが存在し、パトカーからアクセスしてミッションを実行することができる。この中には指名手配犯を名前で検索することができる機能が存在し、ゲーム中に登場するキャラクターの多くが登録されている。
- 一部のミッションは一度失敗するなどしてリトライすると、キャラクターの会話が一度目と異なる。ロードを行うことによって再度ミッションを受けると、リトライでなくとも一部の台詞が若干異なることがある。
- 一部のミッションでは、敵となる人物の運命をプレイヤーが選択する場面が存在する。生かしておいた場合は友人になったり、後の場面で敵として再登場することがある。
- 指名手配システムが一新された。手配度が付くとマップ主人公を中心とした警官の包囲網が表示される。これはストーリー上で重要な要素となっている。
- 素手や近接格闘武器による攻撃は、防弾チョッキの着用の有無に関わらず直接体力にダメージを与えるようになった。
- 銃撃戦におけるカバーアクションが採用された。主人公やその仲間や警察、敵のほぼ全てがこのカバーアクションを使用することによって、銃撃戦がこれまでのシリーズに比べて激しく、高度なものへと変わった。同時に武器の集弾性が重要視されるようになっている。
- シリーズ初のオートセーブ機能が備わった。ミッションをクリアすると自動的にセーブされる。オプションでオフにすることが可能。
- シリーズ初のマルチエンディングを採用している。
- シリーズ恒例のサブミッションのいくつかは廃止されている（例外として、物語序盤のみタクシーミッションを、パトカーに搭載されているコンピュータにアクセスする事で自警団ミッションを行える）。
- PS3版ではモーションセンサーを活用した操作をすることができる。
- PS3版、Xbox版とWindows版では若干グラフィックの違いがある。また、システムも一部異なる。
- ミッションの内容によってクリアした後のBGMが異なる。これはシリーズ初となる。

### 主人公操作における特徴
- 服装の自由度は、前作『SA』より少なくなった。
- 体型や髪型を変えることはできなくなった。
- 前作までは車は真横、バイクなどは前・真横にしか撃てなかったが、車からのドライブバイがほぼ全方向に打てるようになった。ドライブバイに使用できる武器として新たにハンドガン、手榴弾、火炎瓶が加わったこともあり、カーチェイス時の銃撃戦がより一層激しいものとなった。
- フレンドとのアクティビティを実行中に酒屋、バーなどに入ると飲酒した状態になる。歩行中や乗車中は視界と操作が著しく悪化し、飲酒運転が警察に見つかると手配度が上がる。

### マルチプレイ
GTAIVの携帯電話からオンラインモードに切り替えることが可能である。
次回作の『GTAV』の「GTAオンライン」と比較するとオンラインに全く注力されていないため、デスマッチなどしかない。

## 登場人物
（）内は英語名を表す。

### 主な登場人物
ニコ・ベリック（Niko Bellic、セルビア語：Нико Белић / Niko Belić）
声 - マイケル・ホリック
本作の主人公。セルビア語読みはニコ・ベリッチ。1978年生まれの30歳で、短い髪型と無精髭が特徴。先にアメリカに渡った従兄弟のローマンがアメリカンドリームを掴んだという話を聞いてリバティーシティへ赴くが、ローマンの成功話が全くの嘘だということを知り、その後はローマンやリバティーシティで出会った様々な人間たちからの仕事をこなすため、またかつての裏切り者を探すために奮闘することとなる。
ユーゴスラビア社会主義連邦共和国（現セルビア）で生まれ育ち、12歳まで電気の無い生活を強いられていた。少年期はアルコール依存症である父親から罵倒される日々を送っていたが、反して母親のミリカは母性愛に溢れていた。ユーゴスラビア紛争において従軍中に、所属していた部隊が何者かの待ち伏せに遭い壊滅するが、自身はなんとか生き延びる。自分以外に生き残った仲間二人のどちらかが金のために自分達の部隊を裏切ったと考え、以来ずっと二人の痕跡を辿るようになる。戦後は自身のような退役軍人に来る仕事はほとんどなかったため、裏世界の汚れた仕事で生計を立てることを余儀なくされる。一時期刑務所に服役したことをきっかけとしてレイ・ブルガーリンが行っていた密入国の斡旋の仕事に加担することとなり、仕事をこなしていく中で生き残りの一人であるフロリアン・クラヴィッチがリバティーシティにいることを突き止めるが、同時期にイタリアへの密航の仕事を終えてアドリア海を戻る途中で乗っていた船が沈没してしまう。ニコ自身はなんとか生還したものの、船と一緒に多額の現金を無くした責任を誰かに負わせなければいけないと考えたブルガーリンによって濡れ衣を着せられてしまう。ブルガーリンから逃げ、またフロリアンを捜すために貨物船「プラティパス（Platypus）号」に乗って故郷を離れ、以降7ヶ月間はプラティパス号の船員として働く。プラティパス号にはブルガーリンから盗んだダイヤモンドを密輸しようとするコックも働いていた。
終盤において探していた裏切り者であるダルコ・ブレヴィッチと対面し、殺した場合は結局心が晴れずに虚無感しか残らない結果となってしまい、逆に殺さずに見逃した場合、ニコ自身はその決断に迷うものの、周りからはその決断を称えられる。また、最終局面の選択肢で「取引」を選んだ場合は大金と街での安全な暮らしを受け入れてディミトリと再び手を組むものの、またも裏切られ、更には結婚式を襲撃されてローマンを失う。その後は追撃の末にディミトリを倒すが、取引を選んだことをケイトに非難され、彼女に愛想を尽かされてしまう。「復讐」を選んだ場合はディミトリを倒して全てが解決したかのように見えたものの、今度はペゴリーノに結婚式を襲撃されてその流れ弾でケイトを失う。その後、追撃の果てにペゴリーノを倒すが、どちらにおいても心には喪失感が残ってしまう。
『グランド・セフト・オートV』では「リバティーシティにいる東欧の男」という形で触れられており、またローマンのタクシー会社の手伝いをしている事がライフインベーダーから確認されている。
ローマン・ベリック（Roman Bellic、セルビア語：Роман Белић / Roman Belić）
声 - ジェイソン・ズムウォルト
ニコの従兄弟。セルビア語読みはロマン・ベリッチ。1977年生まれの31歳。タクシー会社「ローマン・ベリック・エンタープライズ」の経営者。人一倍楽天家な性格で、様々な不幸に襲われるという自分の境遇を嘆いてもしばらくするとケロリと忘れて「人生を楽しむぞ」などと豪語していることも多々あり、ニコを呆れさせている。一方で争いごとを好まない優しい性格の持ち主であり、裏切り者への復讐を考えるニコの苦悩を慮る一幕もある。ギャンブル中毒で、インターネット上におけるオンライン・ポーカーや街の闇カジノ等の賭博に金を賭けては負けを重ね、ヤミ金にまで手を出しており、アルバニア・マフィアやロシアン・マフィアの取り立てから逃げる日々を送っている。またストリップクラブやナイトクラブ通いも趣味で、本人は自分が魅力的で女性にもてると思い込んでおり、「夜な夜なゴージャスな女性に囲まれ夢のようなひとときを過ごしている」などと軽口を叩いているが、タクシー会社で働いているマロリーに対しては真剣に好意を寄せている。
自身の経営するタクシー会社「ローマン・ベリック・エンタープライズ」はイエローキャブのような流し営業はせず、営業所や車庫を拠点に客の要請に応じて配車するハイヤーの会社で、友好度が高くなると送迎サービスを受けられるようになり、無料で会社のタクシーに乗ることができる。
父親は兄弟であるニコの父親と同じくアルコール依存症であり、母親は火災によって死亡したとローマン自身は思っているが、実際は戦争中にレイプされた後に殺害されており、ニコはその事実を知っているがローマンには伝えていない。10年前に故郷で戦争が始まって間もない頃、母親に促されてリバティーシティに渡り、殆ど一文無しの状態からこつこつ働き小さなタクシー会社の経営者となる。ニコや親戚に「アメリカンドリームを実現した」と連絡し、ニコがリバティーシティ行きを決意する理由のひとつとなった。
前述の借金がらみでしばしばマフィアらに誘拐されるが、その度ニコに救出される。ニコがディミトリに裏切られた後はタクシー会社と住んでいたアパートに放火され、一時は全てを失うが、保険会社が出火原因を自然出火と判断したために降りた保険金で新しい営業所を購入する。終盤での最終ミッションの選択において「取引」を選んだ場合はディミトリが差し向けた刺客の流れ弾に当たって死亡する。また、「復讐」を選んだ場合は最終ミッション時にジェイコブと共に同行、すべてが終わったのちにニコを励ました。
『GTAV』では名前のみ登場し、ブリッターにて「ローマンタクシーは最悪」との呟きがあり、ニコのライフインベーダーの家族設定に自身がいるが生死に関しては不明である。また、（ローマンなどの）キャラクターの生死はプレイヤーに委ねられているとロックスター社は回答している。
リトル・ジェイコブ（Jacob "Little Jacob" Hughes）
声 - クーリー・ランクス
本名ジェイコブ・ヒューズ。1982年生まれの26歳。リアル・バッドマンをボスとするジャマイカ人ギャング「ヒルサイド・ポッシー（Hillside Posse）」の副ボスで、黄色いサングラスと後ろで縛ったドレッドヘアーが特徴である武器やドラッグ商人。冷静沈着かつ寛大で、親しみやすい性格であるが、ラスタファリ運動を信仰している事もあって重度のマリファナ中毒で、いかなる時も大麻を吸うことが止められない。また「One love.」が口癖であり本人はあいさつ代わりに頻繁に使用している。車に同乗すると車内から大麻の煙が流れる。またイヤリックで話すために周りの人間は自身の言葉を解するのに苦労している。ローマンのお得意様の一人としてニコと知り合い、その時のエピソードでニコの手腕を認め、以後ニコとは親友と呼べる間柄となる。その後はドラッグ売買の仕事（麻薬配達ミッション）を斡旋したり、また友好度が高くなると呼び出しに応じて各種銃火器を割引価格で売ってくれるようになる。ニコがディミトリに裏切られロシアン・マフィアに狙われた際は彼の窮地を救い、また最終ミッションにも同行してくれるなどストーリー上でもニコを手助けする。『GTAV』ではニコのライフインベーダーにおいてフレンド登録されている。
ブルーシー・キボッツ（Bruce "Brucie" Kibbutz）
声 - ティモシー・アダムス
ローマンの友人。1977年生まれの31歳。高級自動車ディーラー「ブルーシーズ・エグゼクティブ・オート・ガレージ（Brucie's Executive Auto Garage）」の経営者だが、裏では盗難車の売買仲介などを行い、また違法ロードレースにも顔が利く。
マッチョな性格で、自らの筋肉美を自慢するために体を鍛えることを趣味としている。食事にもうるさく、ファストフードや炭水化物が多い食べ物は嫌いで、自身を高めるための様々な理論を持っており、その内に「禁欲」を見出しては六か月の間に性行為や自慰行為を絶ったとも語る。いつかアメリカンドリームを掴むことを公言しており、同様の性格のローマンと意気投合したらしいが、ローマンと違って実際に良い部屋に住み、女性二人をはべらせた生活をしている。誰に対しても軽口を叩くお調子者だが、唯一兄のモーリにだけは頭が上がらない。また、モーリから無知にもかかわらずに不動産に手を出して借金を抱えていることを指摘されている。
ローマンを通してニコに仕事を斡旋し、次第に友人としても付き合うようになる。その後、ローマンと共にニコにインターネットの使い方を教え、車両盗難関連の仕事もインターネットメールを使って依頼してくる。友好度が高くなると自前のヘリコプターでリバティーシティの各地に運んでもらえるようになる。終盤で取引を選んだ場合は、ミッション完了後に電話を掛けるとローマンの死を嘆く。
『GTAV』ではオンラインで登場し、電話を掛けると強力な筋肉増強剤「ブルシャーク・テストステロン」を送ってくれる他、カジノアップデートにて正式登場。
オフラインにも名前と顔写真のみ登場しており、こちらもニコのライフインベーダーにフレンド登録されている。
パッキー・マクレリー（Patrick "Packie" McReary）
声 - ライアン・ジョンストン
本名パトリック・マクレリー。アイルランド人で、アイルランド系ギャングであるマクレリーファミリーのマクレリー兄弟の四男。1979年生まれの29歳。年齢の割に若く見えるスポーツ刈りが特徴で、左目の下に横一文字の傷がある。また、ファミリーの実行隊長的な役割を持ち、特にドンであるジェリーが刑務所に入れられてからは事実上一人でファミリーを仕切っている。警官になった兄のフランシスを除けば家族を深く愛しており、特に妹のケイトを大事にしている。また、ファミリーの自慢話が好きで、何かとかつての栄華や武勇伝を誇ることが多いが、側近からは飽きられている。
エリザベータを介してニコと知り合い、最初の仕事でニコの腕を認めて連絡を取り合うようになり、次第にファミリーの重要な仕事も依頼するようになる。その後、ダイヤモンドの取引や兄の葬儀では突然の大きな銃撃戦に巻き込まれるが、ニコと二人で突破し、以降は友人として接するようにもなり、また妹のケイトをニコに紹介して仲を取り持つ。また、友好度が高くなると車に設置出来るリモート爆弾を用意する。
『TBOGT』ではエンドロールにおいてリバティーシティを発つ為に空港の中へと消えていく姿が確認できる。また、『GTAV』にもランダムキャラクターと強盗クルーとして登場。汚れ仕事を絶ったニコとは一切連絡を取っていないために死亡したと思っている。
ディミトリ・ラスカロフ（Dimitri Rascalov、露：Дмитрий Раскалов）
声 - Moti Margolin
本作における最終的な敵。ロシアン・マフィア「ファウスティン・ファミリー」の幹部で、首領ミカイルの右腕。39歳。ミカイルとはかつてウラジオストクのソ連海軍に所属していた戦友としてその後の刑務所時代も含めてつらい時期を共に乗り切ったこともある。また、ファミリーでは恐怖統制のミカイルとは対照的な管理統制で組織をまとめ上げ、怒り（脅迫）のファウスティンに対して冷静（説得）の役割を持つが、その本性は冷酷で、自分と関わりを持った人間を誰彼構わずに裏切る。
ドラッグとアルコールに溺れて怒りのままに殺害を命令するミカイルの後始末に頭を悩ませ、ニコの同情を買った後に彼にミカイルを殺させたが、直後にニコを裏切る。ミカイル暗殺のための報酬を払うと言ってニコを呼び出し、実は自分がブルガーリンと組んでいる事を明かしてニコを亡き者にしようとするが、彼がジェイコブの助けを借りたことで失敗する。その後、部下を使ってニコのアパートやローマンの仕事場に放火させ、ブローカーからニコを追い出す。その後もローマンを誘拐してニコを誘き出そうとしたり、マクレリー・ファミリーとアンチェロッティ・ファミリーの人質交換の隙を突くなどしてニコを殺そうとするが、悉く失敗する。また、同性愛者であることをネタにリバティーシティ副市長に対しても圧力を掛けるが、彼の愛人であるバーニーの依頼を受けたニコに阻止されることになる。
終盤ではペゴリーノ・ファミリーとビジネス関係を持ち、ペゴリーノと関係があったニコには協力を呼びかける（その時ニコは復讐か、取引を選択することになる）が、「復讐」を選んだ場合は、今までの報復として、ヘロインを輸出する為に出航寸前だった貨物船「プラティパス」の貨物室で作業を監視していたところをニコに襲撃され、部下を殲滅された挙句反撃と虚勢混じりの命乞いも虚しく射殺される。また、「取引」を選んだ場合は再びニコを裏切り、それでもニコの復讐を恐れたためにローマンの結婚式に刺客を差し向けてニコを殺そうと画策し、結果として刺客が返り討ちにされたために失敗するが、その際にその刺客の流れ弾によってローマンが死亡したことでニコの怒りを買う。その後はペゴリーノまでをも裏切って殺すが、ニコとの激しい追撃の末にハピネス島まで追い詰められ、最終的には致命傷によって衰弱死した。

### ローマンの関係者
マロリー・バルダス（Mallorie Bardas）
声 - Elena Harvey Hurst
ローマンの事務所で働く伊達眼鏡を掛けた女性で、ローマンの理解者でもある意中の相手。プエルトリコ人。物語序盤ではローマンは雇い主程度に考えて特に相手をしていなかったが、物語の進展でローマンが窮地に立たされるようになると親身に接するようになる。その後、ニコ達がブローカーの拠点を追い出された時にはボーハンに新居を用意し、また幼馴染のマニーやエリザベータをニコに紹介する。物語終盤ではローマンと婚約し、最終ミッションの最中に挙式を挙げる。ラストミッションをクリアした後の電話で妊娠していた事が分かる（復讐を選んだ場合にはニコに女の子の場合は「ケイト」と名付けようと発言している。なお取引を選んだ場合は男の子である事が判明する）。
『GTAV』では彼女もニコのライフインベーダーにフレンド登録されている。
モハメッド（Mohammad）
声 - マニシュ・ダヤル
ローマンのタクシー会社の従業員で、サウジアラビア人。送迎サービスで使用されるタクシーを運転しているが、上司であるローマンの配慮によりニコからはタクシー代を請求できずに稼ぎにならない為にニコへの接客態度は悪い。また、ニコのタダ乗りを容認しているローマンへの愚痴やニコへ対する皮肉交じりのジョーク等で不満を吐き出すために勤務態度をニコに注意される事も少なくない。

### 犯罪組織

#### マクレリー・ファミリー
デュークスを拠点にするアイルランド系ギャング。かつては大きな組織だったらしいが、現在は衰退している。
パッキー・マクレリー
→#主な登場人物
ケイト・マクレリー（Kate McReary）
声 - Mary Catherine Donnelly
マクレリー兄弟の末妹。28歳。マクレリー・ファミリーに生まれながら、犯罪に関わったことはなく、また兄弟も関わらせようとしない。幼い頃から兄弟喧嘩やファミリーに関わる血生臭いことを見てきたために考え自体はシビアで、犯罪行為についても強い否定はしないが、逆にパッキーからは血生臭い日常を見せることを申し訳なく思われている。妹思いのパッキーの紹介でニコと出会い、デートをするようになる（ただし、ケイト自身はニコを「兄と同じ匂いがする」と言って一定の距離を置いており、デートの際も「二人で遊んでいるだけ」という態度を崩さない）。
終盤では最終ミッションの選択においてニコに金のために信念を曲げて欲しくないと取引を止めるべきだと言うが、「復讐」を選んだ場合は出席したローマンの結婚式で流れ弾に当たって死亡する。また、「取引」を選んだ場合は自分の信念を捨ててまで金に執着するニコに失望し、結婚式には出席しない。
ジェリー・マクレリー（Gerald "Gerry" McReary）
声 - PJ Sosko
マクレリー兄弟の一人で、一家のドン。35歳。ペゴリーノを始めとした色々な人物や組織に武器を提供している。当初はアイルランド人ではないニコを信用していなかったが、銀行強盗を成功させた手腕で評価を改めて積極的にニコに仕事を振ってくるようになる。その後は五大ファミリー最弱のアンチェロッティ・ファミリーの弱体化を狙い、アンチェロッティとアルバニア系マフィアとの抗争を裏で画策したり、アンチェロッティの一人娘の誘拐計画などを立てるが、デリックもしくはフランシスが死亡して間もなくゆすりの件で捕まり、そのまま刑務所へ収容される。その後も刑務所でニコと面会したり、パッキーを通じたりしながら計画の進行を刑務所から指揮しており、当初はすぐに刑務所から出られると踏んで相変わらず尊大な態度を取っていたが、結局その目論見は外れ禁錮50年の刑が確定。さらには計画が事実上失敗したために、終盤では意気消沈した姿を見せる。
デリック・マクレリー（Derrick McReary）
声 - George Feaster
マクレリー兄弟の長男。51歳。頭髪は全て白髪で、かつてはアイルランド共和国軍に所属していた。酒と薬物に溺れて廃人に近いながらも銀行強盗をニコやパッキー達と共に成功させる。その後はオルダニーの公園で徘徊しており、心配したパッキーの依頼を受けたニコにかつての友人であるバッキーとエイデン・オマリーに裏切られたことを話し、彼らの殺害を依頼する。また、フランシスに命を狙われていることに気付き、ニコに殺害を依頼する（ニコは自身か、フランシスのどちらかの殺害を選択することになる）。
『GTAV』では死亡していることがパッキーにより明かされる。
フランシス・マクレリー
→#政府・警察・市政の人物
モーリン・マクレリー（Maureen McReary）
声 - ドリス・ベラック
マクレリー兄弟達の母親。彼等が犯罪に関わっていることを知っているが、特に非難したりはしない。
マイケル・キーン（Michael Keane）
声 - Pete O'Connor
マクレリー一家とつるんでいる人物。聖人（セイント）マイケルと呼ばれているが、近親婚による出産で生まれた為にパッキーやジェリーから小馬鹿にされている。ニコやパッキー、デリックと銀行強盗を行うが、その際にパッキーとデリックが言い争いになり、隙を突かれてルイスと話していた人質の一人、ユージン・リーパーに射殺される。
ゴードン・サージェント（Gordon Sargent）
声 - David Conley
マクレリー・ファミリーの一員。ニコやパッキーと良く行動しているが、銀行強盗には参加しなかった為に難を逃れた。その後、グレイシーの誘拐において隠れ家で彼女の見張りを任せられる。

#### ペゴリーノ・ファミリー
新進気鋭のイタリア系マフィア。急激に勢力を拡大しているが、実際にはコミッション（ガンベッティやパヴァノ、メッシーナやルピセラ、アンチェロッティの五大ファミリー）に泳がされているに過ぎず、U.L.ペーパーにはギャング扱いされている。
ジミー・ペゴリーノ（James "Jimmy" Pegorino）
声 - Tony Patellis
ペゴリーノ一家のドン。51歳。愛称として「ペッグ（The Peg）」と呼ばれることもある。また、表向きは実業家としており、運送会社や廃棄物処理事業などを傘下に持つ。レイ及びフィルを通してニコを知り、仕事を与えるようになるが、歴史の浅いマフィア故に五大ファミリーを始めとして同業者達と激しく対立しており、地位向上と対立解消のためにコミッションへの加入を狙い、五大ファミリーの一角であるパヴァノと協力関係を築こうとしていたところを裏切られる。その後、ニコの活躍でパヴァノに損害を与えるも警察の締め付けも厳しくなって次第に疑心暗鬼に陥り、更には目を掛けていた部下の造反やレイとフィルの対処などを迫られたことで進退窮まっていくこととなる。またレイのことを信用しておらず後にニコに暗殺するように依頼する。
最終盤では組織の弱体化に際してディミトリとのビジネスに事態の打開を見出そうと画策し、そこでニコにディミトリと協力するように迫るが、最終ミッションで「復讐」を選択した場合は起死回生を賭けた取引は水泡に帰して唯一残ったフィルにまで見捨てられ、破滅が決定したことで苦し紛れにローマンの結婚式を襲撃し、その流れ弾によってケイトが死亡したことでニコの怒りを買う。その後は残りの部下を多数護衛に雇うが、激しい追撃の末にハピネス島で衰弱してしまい、その際にニコから裏切り者を明かされ、反撃に出たところを彼に殺害される。また、「取引」を選択した場合はミッション完了後、電話越しに組織から抜ける事を宣言したニコに今までの感謝と激励をするが、最終ミッションにてディミトリに裏切られ、ニコの目の前で自分がどういう状況に置かれているのか分からないまま頭を撃ち抜かれて死亡する。
レイ・ボッチーノ（Raymond "Ray" Boccino）
声 - ジョゼフ・バーバラ
ペゴリーノ一家の大幹部で、アルゴンキンにあるリトル・イタリーのイタリア料理レストランの経営者。激しい気性を持つ一方、ペゴリーノからは才能豊かなヘビと評価されつつも、抜け目のないところをネズミとも呼ばれて信頼されていない。また、ファミリーから廃棄物処理事業の運営を任されている。パッキーを通じてニコと出会い、ダイヤモンド取引に関する仕事をニコにさせるが、部下の裏切りやバイカーギャング「ロスト」の介入などで取引は散々なことになり、ニコに後始末をさせた後にその手腕に満足してフィルやペゴリーノにニコを紹介する。また、ニコが探していたフロリアン（バーニー）の居場所を見つけてニコに伝える。その後、組織の情報がFIBに流れている件でフィルと対立するが、ペゴリーノが慎重なフィルを選んだために彼の命を受けたニコに殺害された。
フィル・ベル（Philip "Phil" Bell）
声 - フランク・ボンサング
ペゴリーノ一家の大幹部で、アイルランドとイタリア人の混血（ペゴリーノは「90%アイリッシュ」と言っている）である運送会社の経営者。40歳。思慮深い性格で、慎重なためにペゴリーノからは無欲なライオンと評されて信頼されているが、イタリア系では無いためにレイと同格扱いにされている。また、ファミリーからストリップクラブ「Honkers」の経営を任されている。レイの紹介でニコと出会い、ドラッグ関連の仕事をニコに任せるが、仕事では自身も前線に出ることが多いためにニコと度々共闘し、彼を信頼するようになる。レイとは仲が悪く、準ファミリー扱いされている。
最終盤ではディミトリを疑いつつもペゴリーノの決定を覆すことは出来ずに命令に従うが、最終ミッションで「取引」を選んだ場合には共に金の受け取り役としてニコと共闘する。また、「復讐」を選んだ場合にはミッション完了後、電話越しにニコの行動に共感の意を示すと共にディミトリは信頼出来なかったと心の内を明かし、ペゴリーノの破滅と自分は組織を抜ける事を示唆してニコとの関係を絶つ。
アンソニー・コッラード（Anthony Corrado）
声 - Robert Furano
ペゴリーノのボディーガード。ペゴリーノ曰く息子同然に扱ってきたというが、頭は悪い上に度胸も無く、腕も無いために良く彼に叱り付けられている。FIBに脅されて内通者となり、盗聴器を仕掛けるが、後日にペゴリーノに発覚し、電話で話した際に恐怖の余りに心臓発作を起こして倒れる。その後、一命を取り留めて病院のICUに収容されていたものの、最後はペゴリーノに差し向けられたニコによって殺害される。
ルカ・シルヴェストリ（Luca Silvestri）
声 - ロバート・ケリー
レイの部下で、リバティーシティのゴミ処理員。レイよりニコ及び自身の仲間と共にダイヤモンド回収の仕事を任されるが、後日にその仲間同士でダイヤモンドを着服していたことが判明し、最後はレイの命令でニコに襲撃され、公園のトイレに隠れていたところを追い詰められて殺害される。
フランキー・ギャロ（Frankie Gallo）
フィルの甥。トライアドのドラッグ強奪に際して強奪したブツの保管を担うが、FIBや警察にマークされており、後日にニコとフィルがブツを受け取りにいったところで当局に強襲される。その後、警察の追跡から逃げることになるが、その途中で車を乗り換える際に行動次第では死亡する。
アンジー・ペゴリーノ（Angie Pegorino）
声 - シャロン・アンジェラ
ジミーの妻。

#### アンチェロッティ・ファミリー
最弱のファミリー。五大ファミリーの一角と称されてはいるが、その規模や権力は最小で、またルピセラ・ファミリーとどんぐりの背くらべのような抗争を続けている。
ジョヴァンニ・アンチェロッティ（Giovanni Ancelotti）
アンチェロッティ一家のドン。
グレイシー・アンチェロッティ（Grace "Gracie" Ancelotti）
声 - Rebecca Benhayon
ジョヴァンニの娘で、気の強い女性。アンチェロッティを弱体化させたいジェリーの策謀の一つとしてニコに身代金目的の誘拐をされてしまい、数日も監禁される。その後、アンチェロティ家の前を通りかかるとランダムキャラクターイベントが発生し、ファミリーのメンバーにニコを始末させようとするが、彼によって全滅させられてしまう。『ザ・バラッド・オブ・ゲイ・トニー（TBoGT）』の主要人物の一人ゲイ・トニーとは幼馴染である。

#### ノース・ホーランド・ハスラーズ
North Holland Hustlers。アルゴンキンのノースホーランドを拠点とする黒人系ストリート・ギャングのハスラーズの一派。
ドウェイン・フォージ（Dwayne Forge）
声 - Devin Richards
元ドラッグ王のストリートギャングであるアフリカ系アメリカ人で、ノースホーランド・ハスラーズの前ボス。1973年生まれの35歳。元々ドラッグには否定的で、志していた警察官も人種差別により採用されず、生活のために父親と同じドラッグの売人にならざるを得なかったために自身は一切ドラッグを使用しない。また、ドラッグの売人としての生活やその後の刑務所暮らしで生きることに無気力な面が目立ち、出所後の生活でも人生に「意味」を見出せず、恋人にも裏切られたことで酷い鬱症状に悩まされている。
かつてドラッグ売買によってリバティーシティで名を広めたギャングとして活躍していたが、1993年に薬物取引の罪で逮捕され、長らく刑務所で15年も服役した後にニコがプレイボーイXと関与した頃に出所する。その後はプレイボーイXの紹介でニコと出会い、彼に仕事を依頼する。登場してしばらく経った後にプレイボーイXと決裂し、彼に命を狙われるようになる。ニコが依頼を引き受けた場合は彼に失望しながら自宅で射殺される。逆にニコがプレイボーイを殺害した場合はニコの友人となり、アクティビティを共にすることが出来るようになる。また、友好度が高くなると手下のギャング二人をニコの応援として送ってくれるようになる。
プレイボーイ X（Trey "Playboy X" Stewart）
声 - Postell Pringle
本名トレイ・スチュワート。アフリカ系アメリカ人で、アルゴンキンに居を構えるドラッグの売人であり、ドウェインが元締めだった黒人系の密売組織ノースホーランド・ハスラーズの現元締めでもある。25歳。貪欲な性格で、ドラッグ売買で築いた財産を元手に土地開発利権などに関わり、ドラッグ売買から足を洗おうと考えており、その関連の仕事をエリザベータを通じて知り合ったニコに依頼する。その最中、かつての友人であるドウェインが出所したためにその扱いに苦慮し、最終的にはニコに殺害依頼を出す。依頼通りニコがドウェインを殺害した場合は約束通り報酬を渡すが、殺害を依頼したことを後悔し、それ以後はニコとの関係を絶ってしまう。ニコがドウェインに味方した場合は彼に追われ、路地裏で殺害された上に家も奪われてしまう。その後はドウェインとのアクテビティで時折、名前が挙がることがある。

#### ファウスティン・ファミリー
Faustin Bratva。ブローカーを拠点にするロシアン・マフィア。
ミカイル・ファウスティン（Mikhail Faustin、露：Михаил Фаустин）
声 - カレル・ローデン
ファウスティン一家のドン。45歳。妻であるイレーナや娘であるアンナの二人の家族がいる。かつては気性こそ激しいながらも優しく且つ公正であるために妻やディミトリから信頼されていたが、リバティーシティにやってきた後は組織が大きくなったことでアメリカに根付く資本主義にある種の嫌悪感を抱くようになり、その重圧からドラッグやアルコールに溺れるようになって二言目には「殺せ」としか言わなくなる程に情緒不安定な状態に陥ってしまう。その後、ブラッドの件でニコと出会い、命を助ける代わりに仕事を与えるようになる。その後は自らと親交のあったロシアンマフィアの権力者でもあるケニー・ペトロヴィッチの息子であるレニーが情報を横流ししていると思い込んでニコを使って殺害したが、あわや抗争寸前にまで状況を悪化させるという結果を引き起こしてしまい、この一件で最早限界とディミトリに見放されてしまう。その後、ケニーからは自身の命が手打ちの条件として出されたために自身が所有するキャバレー「ペレストロイカ」にいたところをディミトリの依頼を受けたニコに襲撃され、最後は屋上まで逃走した末に殺害された。
ディミトリ・ラスカロフ
→#主な登場人物を参照。
ブラッド・グレボフ（Vladimir "Vlad" Glebov、露：Влад Глебов）
声 - Misha Kuznetsov
本名ウラジミール・グレボフ（Vladimir Glebov、露：Владимир Глебов）。ファウスティン傘下の小悪党で、ロシア系の借金の取立屋。41歳。ミカイルとの関係は薄く（ミカイルの情婦の兄弟）、実際はミカイルにもそれほど重要視されていなかったが、ブラッドは自身をファウスティン・ファミリーの重要人物だと思い込んでいた。ローマンが金を借りた相手として彼に金を返すように執拗に迫る。その後、ニコのことを「田舎者」や「農民」と呼んで馬鹿にしていた反面彼の仕事ぶりを褒め、借金返済の代わりとしてニコに仕事を与えていたが、後にニコが彼女に手を出すなと警告していたにもかかわらずマロリーに肉体関係を持つよう迫ったことでニコの怒りを買って殺害される。
遺体は見つかっておらず、ニュースサイトおよび警察データーベースでは｢行方不明｣となっている。
イレーナ・ファウスティン（Ilyena Faustina、露：Елена Фаустина）
声 - Marcy McGuigan
ミカイルの妻。やりたい放題のミカイルのおかげで常に苦労が絶えず、かつてのボスにふさわしい気質を有していたミカイルの姿を知っており、何とか元に戻って欲しいと願っていた。ミカイルの死後はファイアフライ・アイランドの遊園地付近でランダムキャラクターとして登場し、その際の台詞によればミカイルの死後に屋敷を借金のカタに取り上げられたことやアパートに娘と二人で暮らしているということが分かる。
アンナ・ファウスティン（Anna Faustin、露：Анна Михайловна Фаустина）
声 - Krystyna Jakubiak
ミカイルの娘。ドラッグとアルコールに溺れた父とは衝突が絶えず、自身も素行は悪いが、ミカイルからは本当に心配されて愛されている。『ザ・ロスト』のバイカーであるジェイソン・マイケルズと交際していたが、その事実に激怒した父の依頼を受けたニコによってジェイソンを殺害されてしまう。父の死後はアパートで母と暮らすようになる。
アンドレイ（Andrei）
声 - Sándor Técsy
ファウスティン・ファミリーの一員で、ミカイルやディミトリの長年付き添ってきた側近でもある元軍人。不意打ちしてニコとローマンを拘束し、そのまま地下室で拷問していたが、最後は騒音に激怒したミカイルに殺害される。

#### ペトロヴィッチ・ファミリー
Petrovic Bratva。ロシアン・マフィア。リバティーシティで最も凶悪なマフィアとして知られている。
ケニー・ペトロヴィッチ（Konstantin "Kenny" Petrovic、露：Кенни Петрович）
声 - Richard Pruitt
サウス・ブローカーを根城とするロシアンマフィアのボス。ストーリーには出てこないが、警察の犯罪者データベースやヘリコプター遊覧時における会話などからその存在を知ることができる。また、マルチプレイのプレイヤーは彼のマフィアの構成員という設定になっており、その規模の大きさが分かる。マルチプレイモードのハングマン・ヌースで姿を見せている。暴走したミカイルがニコに息子であるレニーを殺害させたために大激怒し、手打ちの条件としてミカイル自身の命を要求する。
レニー・ペトロヴィッチ（Leonid "Lenny" Petrovic、露：Ленни Петрович）
ミカイルと関わりがあったケニーの息子。ミカイルの独断で情報を漏洩している張本人と断定され、最後は差し向けられたニコに襲撃されて死亡する。

#### ザ・ロスト・モーターサイクルクラブ
ジョニー・クレビッツ（Jonathan "Johnny" Klebitz）
声 - Scott Hill

ジム・フィッツ（James "Jim the Fitz" Fitzgerald）
声 - Dennis Predovic

#### その他のギャング
ジョン・グラヴェリ（Jonathan "Jon" Gravelli）
声 - Madison Arnold
五大ファミリーの一つ・ガンベッティ一家のドン。85歳。生ける伝説とまで言われるが、現在は末期癌を患って病院に入院している。政府と関わりを持っているためにU.L.ペーパーの紹介を受けて病床に臥せている身ながらもニコにロシアンマフィアなどの新参の犯罪組織を抑えるための仕事をさせる。その後、関係が進むにつれて順調に任務をこなして行くニコのことを深く信頼するようになる。最終ミッション後は「Liberty Tree」で死亡したことが報道された。
レイ・ブルガーリン（Rodislav "Ray" Bulgarin、露：Рэй Булгарин）
声 - ヴィタリ・ヴィクトロヴィチ・バガノフ
アドリア海を拠点とするロシアン・マフィア「ブルガーリン・ファミリー」の大物で、呪いのダイヤモンドの元々の持ち主。50歳。物語開始少し前に不法移民の斡旋でニコとビジネス関係を持っていたが、仕事に失敗して多額の損害を被り、その責任をニコに押し付けたうえで始末しようとした。その後、ディミトリとビジネス関係を持ち、ディミトリの情報でニコがリバティーシティにいることを知って再びその命を狙う。最終ミッション後は別件（『TBoGT』）で死亡したという末路が語られた。
ダーダン・ペトレーラ（Dardan Petrela）
声 - Peter Linari
アルバニア人の高利貸で、弟のカレムや仲間のブレダーと共に行動している。ローマンに金を貸しており、部下を使って執拗な取り立てを行う。その後、ブレダーらにローマンを痛めつけさせたことがきっかけでニコの怒りを買って逃走するが、直後に工場にまで追い詰められ、最後は格闘の末に窓から突き落とされて転落死する。
リアル・バッドマン（Teafore "Real Badman" Maxwell-Davis）
声 - Seeborn
本名ティーフォー・マックスウェル＝デイビス。ジェイコブのボスで、デュークスを拠点とするドラッグ密売組織ヒルサイド・ポッセの元締めであるカリブ人。ジャマイカ・クレオール語で良く喋るためにジェイコブが翻訳者として間に入らないと全く何を言っているのか分からない。また、身勝手な言動が多く、部下のジェイコブはしばしばニコに愚痴を漏らしている。ジェイコブとの会話で良く登場し、またランダムキャラクターとしてニコに仕事を与える。
エリザベータ・トーレス（Elizabeta "Liz" Torres）
声 - Charlie Parker
ボーハンを拠点にするドラッグ密売組織サウス・ボーハン・ドラッグ・クルー（通称トレスカルテル）の元締め。31歳。友人であるマロリーを通じてニコと知り合い、ドラッグ関連の仕事をニコに依頼し、また同業のプレイボーイXやパッキーと引き合わせる。その後、警察に目を付けられて何故か自分の行動を全て読んでいるかのような動きを取る警察の前に追い詰められていくが、最終的にはマロリーの友人として接触していたミシェールの働きで逮捕され刑務所送りになったことで全てを失う。最終ミッション後は「Liberty Tree」で懲役300年が科せられたことが明らかになる。
クラレンス・リトル（Clarence Little）
声 - Jerry Clicquot
黒人系ギャングであるハスラーズの一派である密売組織イースト・ホーランド・ドラッグクルーの元締めで、イースト・ホーランドを拠点としている。23歳。フランシスと何らかの関係があり、その関係を消したいと考えたフランシスの命を受けたニコに襲撃される。その後、選択によって見逃すことも出来るが、見逃した場合は後日にランダムキャラクターとして登場し、ニコに襲い掛かったところを返り討ちにされて死亡する。
ルイス・フェルナンド・ロペス（Luis Fernando Lopez）
声 - Mario D'Leon

キム・ヤングク（Kim Young-Guk、朝：김영국）
北朝鮮出身で、オルダニーで活動する朝鮮系ギャングであるミッドタウンギャングスターズのリーダー。30歳。デリック・マクレリーと取引をしており、ニコの手助けによって入国を果たすが、後にアメリカで質の悪い偽札を流通させていた事でマフィアの超大物であるジョン・グラヴェリに目を付けられ、最後は命を受けたニコに、行きつけの店で食事をしていたところを襲撃され、殺害される。

### 政府・警察・市政の人物
U.L.ペーパー（U.L.Paper）
声 - ミルトン・ジェームス
本名不詳。ユナイテッド・リバティー・製紙会社（United Liberty Paper）のビルにオフィスを構えているアメリカ合衆国政府の人間。早い段階からニコに目をつけ、ミシェールことカレンに彼と接触するよう指示する。エリザベータの一件後はミシェールを通じてニコを呼び寄せ、主に経済テロや資金洗浄などのテロリスト関係の人物を始末する仕事を半ば脅迫まがいの形でニコに遂行させるが、その返礼としてニコの目的のひとつであったダルコを見つけ出してリバティーシティへ連行してきたり、ダルコに対する復讐が終わった後には人生のアドバイスを与えた上で十分な働きをしたとし、ニコに関係の解消を伝える。
次作『GTAV』にも登場する。
ミシェール / カレン（Michelle / Karen）
声 - レベッカ・ヘンダーソン
ニコがリバティーシティに来て最初のガールフレンドとなる人物で、マロリーの紹介で出会う。一見育ちの良さそうな女性で、ニコの服装に対する好みやデート中の会話は明らかにそれと似つかなく、住居内は値札が付いたままの新品家具ばかりなために住み慣れていない感じだが、そのことを問われると必死に否定するなど、不自然な点が節々に見られる。
その正体は政府関係の人間であり、エリザベータの調査を行うためにU.L.ペーパーの指示でニコに接近し、彼がエリザベータの仕事を受けるようになると安否を気にする電話をかけてくるようになる。その後、エリザベータの仕事でニコがドラッグを取り返した直後に受け取り先に姿を現し、ドラッグを証拠品として回収するとともにエリザベータを逮捕する。その上でニコに正体を明かし、本名がカレンであることが判明した。その後はニコに嫌われながらもU.L.ペーパーの元に呼び出し、中盤以降ニコとの関係は無くなる。
次作『GTAV』にも登場する。
フランシス・マクレリー（Francis McReary）
声 - Thomas Lyons
パッキーの実兄で、ウエストミンスター警察署長兼市警副本部長（英語版攻略本にはDeputy Police Commissionerと記載有り）を務めている。45歳。署員の間では評判が良く慕われている上に、今後LCPDの本部長の座に就くことが有力視されているが、裏では汚職に手を染めている。
マニーを通じてニコを知り、密かに呼び出して自身の汚職を嗅ぎ付けた強請り屋や弁護士らの殺害をニコに依頼する。その後、ニコが自分の家族（特にデリック）と関わっていることを知り、彼を疫病神と罵って殺害を依頼するが、ニコがデリックを殺害した場合はニコに弱みを握られ、携帯電話からレベル3以下の手配度の解除を要請することができるようになる。
フリオ・オチョア（Julio Ochoa）
リバティーシティの市長。ゲーム中で姿を見せることはないが、劣悪な政策を進めており、ヘリツアーの解説によればヘリコプターの操縦および操縦士に関わる安全規制を緩和しているようである。
ブライス・ドーキンス（Bryce Dawkins）
リバティーシティの副市長。家族愛を訴える保守派として活動しており、しばしば同性愛者に過激な態度を取るためにニュースにもなっている。しかし実は同性愛者としてバーニーと付き合っており、少なくともバーニーにとっては「運命の男性」と絶賛する程に魅力的である。同性愛者であることがバレてディミトリに強請られていたところをニコの活躍で事無きを得るが、結局は別のルートから同性愛者であることが発覚し、スクープされてしまう。

### ニコのかつての仲間
バーニー・クレイン / フロリアン・クラヴィッチ（Bernie Crane　/ Florian Cravic、セルビア語：Флоријан Кравић / Florijan Kravić）
声 - Timothy J. Alex
ニコの戦友で、生き残った3人のうちの1人。30歳。かつては男らしく力強い性格だったというが、現在の言動はオカマそのものである。声も高く張って出しているが、感情が高ぶると野太い声に戻る時がある。旧知の仲であるニコとローマンにとっては復讐するために相対した中でさえも呆気にとられる程の変貌ぶりらしく、ピンクのジャージを着て近所の公園でなよなよとジョギングすることを日課としている一方で、パーティで出会ったドーキンス副市長と不倫しており、彼のことを「運命の男性」と言い切る程に魅了されているために、彼の安全のためならニコと共に危険な目に遭うのも厭わない。
部隊の壊滅後、「（女性としての）本当の自分」に目覚めてバーニーと名を変えた上でリバティーシティに移住するが、ニコがリバティーシティにやってきた理由のひとつとして仲間を裏切ったのではないかと疑いの目を向けられる。その後、レイから情報を得たニコとローマンに自宅を襲撃されるが、自身は潔白であることやニコと同様に「ダルコかニコが裏切ったに違いない」と考えていたこと、さらにはニコにもう一人の生存者であるダルコの情報を伝えたことでその場は収まった。その後は反同性愛者絡みの事件や、密かに付き合っているドーキンス副市長がディミトリに強請られていることの解決などをニコに頼むが、結局は「Liberty Tree」にスクープされてしまい、全てが明るみに出てしまう。
その後、ダルコを生かした場合はニコに電話をかけ、ダルコへの復讐のためだけに生きてきた十数年という時間の重みに打ち勝ったのだ、と彼を賞賛して励ます。また、ミッション完了後は今までのお礼としてスポーツカーのINFERNUS（ドーキンス副市長がバーニーにプレゼントしたもの）をニコに譲る。
ダルコ・ブレヴィッチ（Darko Brevic、セルビア語：Дарко Бревић / Darko Brević）
声 - Michael Medeiros
ニコの戦友で、生き残った3人のうちの1人。部隊を裏切って壊滅させた張本人であり、ニコを復讐鬼にさせた元凶である。
ユーゴ紛争後はブカレスト付近に潜伏していたが、任務をこなしたニコへの報酬としてU.L.ペーパーによって拘束され、そのままリバティーシティへ連行される。フランシス国際空港のカーゴエリアでニコやローマンと対面し、その際に1,000ドルの報酬のために部隊を裏切ったことを明かすが、たったそれだけの額でも手に入れなくてはならないほどに進退窮まっていたことや、裏切り行為の記憶に今でも苛まれている様子を断片的ながらも見せる。その後、復讐することを選んだ場合はその場で射殺されるが、逆に生かすことを選択した場合は自身がどこに連れてこられたのか分からないまま空港内に置き去りにされる。

### その他の人物
ミリカ・ベリック（Milica Bellic、セルビア語：Милица Белић / Milica Belić）
ニコの母親で、ローマンの伯母。セルビア語読みはミリツァ・ベリッチ。パソコンの扱いも英語も苦手ながらニコ宛にしばしば電子メールを送っており、返信の仕方によってはニコに対する愛情が良く現れていることを確認出来るメールを見ることが出来る。
ローラ・デル・リオ（Lola Del Rio）
リバティーシティーに建つビルの壁面やポスターを飾っている女性。売春容疑でLCPDに指名手配されているが、ゲームに直接は登場しない。
アレハンドラ（Alejandra）
声 - Tamara Rosado
ブローカーのネットカフェ店員。ローマンが常連らしく、仲が良いが、特にニコがお気に入りで、店に入ると良く声を掛けたり、何度も店に行くと名前を教える。また、更に何度もネットカフェに通うとニコを誘惑する。ニコに対して友好的だが、素手、近接武器で攻撃すると反撃してくる。
マニー・エスクエラ（Manuel "Manny" Escuela）
声 - Berto Colon
ボーハンの運動家で、マロリーの幼なじみ。35歳。理想は高いが、危険な仕事はニコに任せて手柄を独り占めする目立ちたがり屋。カメラマンのジェイと良く行動を共にしており、犯罪撲滅に尽くすヒーローを演じる番組を制作している。またフランシスとも知り合いである。マロリーを通してニコと知り合い、ストリートからのドラッグ撲滅運動を展開しており、その関連の仕事をニコに依頼するが、後に落ち目のエリザベータの家に押しかけたところを逆上した彼女によってジェイ共々頭を撃ち抜かれて死亡する。その後、死体処理のためにジェイの死体と共に臓器密売の医者に売られる。
ジェイ・ハミルトン（Jay Hamilton）
声 - ダニエル・オブライエン
ボーハンの運動家で、カメラマン。マニーと行動を共にする。最期はマニーと共にエリザベータによって射殺された。
フィクサー（Fixer）
声 - カレル・ローデン
本名ウェイド・ジョンソン。フィルの友人を名乗る暗殺組織の人間。フィルの紹介でオルダニーの公衆電話よりニコに暗殺依頼（暗殺ミッション）を出し、その際に防弾チョッキと何らかの武器を提供する。
トム・ゴールドバーグ（Tom Goldberg）
声 - Jonathan Hanst
弁護士で、ゴールドバーグ弁護士事務所の所長。独自にフランシスの汚職を調べており、その汚職の証拠をまとめたファイルを握っているが、後にそれを知ったフランシスの命を受けたニコに殺害された上、ファイルも強奪される。このゲームでは珍しく何の裏もない人物だが、ニコなど東欧系の移民に対して下等動物と見下すなど人格に問題がある。
フレンチ・トム（Rivas"French Tom" Tom）
声 - Marc Rodriguez
本名トム・リーバス。ブルーシーのミッションに登場した同性愛者の男性。また、職業は自称「詐欺師」であり、LCPDのデータベースには詐欺などの複数の逮捕歴が載っている。ブルーシーに多額の借金をしていたが、返済を拒み続けたために依頼を受けたニコに殺害される。
ミッション自体が出会い系サイト｢Lovemeet-net｣のチュートリアルとなっており、ミッション後から利用可能。
アシュリー・バトラー（Ashley Butler）
声 - Traci Godfrey

### ガールフレンド
ケイト・マクレリー
→#マクレリー・ファミリー
ミシェル/カレン
→#政府・警察・市政の人物
アレクサンドラ・チルトン（Alexandra Chilton）
声 - サマンサ・スール
ネットカフェのサイト"craplist"経由で出会うブロンドヘアーの女性で、セレブのお嬢様。万引き未遂で何度も逮捕されたことがある。また、ブログを付けており、コンタクトもブログに記載されているメールアドレスを使って行う。デートに行くとその都度ブログは更新され、ニコのことをミステリアス・ユーロピアンとしばしば記述する。また、好感度が一定以上になると服を購入する際に電話することで値段を半分にしてくれる。
キキ・ジェンキンス（Kiki Jenkins）
声 - Kim Howard
ネットカフェの出会い系サイト"Love-Meet.net"で出会う女性で、ゴールドバーグ弁護士事務所で働いている弁護士。ハンドルネームはロウチック。裕福な家庭の育ちだが、その事に一種の罪悪感を抱いており、故にニコが高級スーツを着てきたり、高級車で来るとひどく嫌がる。また、恵まれない人達に対してボランティアも行っている。仲が深まっていくと次第に過剰な愛情によるストーカーじみた電話をかけてくるようになる。また、好感度が一定以上になると判事に電話することによって手配度（レベル3以下）を消してくれる。
カルメン・オルティス（Carmen Ortiz）
声 - エラン・ルス・リベラ
ネットカフェの出会い系サイト"Love-Meet.net"で出会う女性で、看護士。ハンドルネームはソウボウホウ。自尊心が強く、デートをする中でそのお嬢様の様な振る舞いが明らかになる。また、エリザベータのパーティーやバーニーのミッションに登場する。また、好感度が一定以上になると体力を回復させてくれる（防弾チョッキは不可である）。

### ランダムキャラクター
他の節に記載の無いランダムキャラクターについて記載する。
ブライアン・ミーチ（Brian Meech）
声 - Justin Reinsilber
薬物中毒の青年。曰く大学出として銀行に勤めていたらしいが、現在は中毒のせいで挙動不審となっている。ニコと接するうちに更生していき、最後のミッションでは結婚することをニコに報告する。
ジェフ（Jeff）
声 - Harry Chase
妻の浮気を疑う男。妻を尾行しているところをニコと出会い、浮気調査を依頼してくるが、後に妻を殺害し、今度はその死体処理をニコに依頼する。その後はもう一度ニコと出会うが、最後は道路に出たその直後に車に轢かれて死亡する。
エディ・ロウ（Eddie Low）
声 - Victor Verhaeghe
リバティーシティを騒がせている連続猟奇殺人鬼。一度目はニコに死体の処理を依頼したが、二度目はニコの態度に逆上しナイフで襲い掛かったところを返り討ちに遭って死亡する。
ホッサン・ラムジー（Hossan Ramzy）
声 - Sean Krishnan
オープニングムービーにおいてニコと同じ船に乗ってやって来たエジプト人の密航者。何度かニコとメールでやり取りもするが、ニコと別れた後はフロリダへ向かう途中で逮捕され、そのままリバティーシティへ戻る。その後は路上で偽ブランド品のバッグを売って生計を立てていたところをニコと再会し、不法入国者という弱みに付け込んで雇用主が給料の支払いを拒んだためにニコと共に追いかけて給料を取り返すが、後に再び逮捕された。
イワン・ヴィチコフ（Ivan Bytchkov）
声 - レヴ・ゴーン
ロシア人の盗人。ブラッドに脅迫されてローマンの事務所を襲うが、ニコに追い詰められる。その後、生死が選択でき、助けた場合には後日ランダムキャラクターとして登場し、後にオルダニーで出会い、貸金業をしていることや婚約していることをニコに話し、金の取立てに付いて来るように頼む。
シュリース・グローバー（Cherise Glover）
声 - ジャトビア・ゲイリー
ドウェインの元彼女。収監中のドウェインから仕送りを受けていたが、その裏で別の男と交際していた。その後、出所したドウェインはニコに男を殺すことを依頼し、選択次第ではニコに殺される。また、生かした場合は後日にランダムキャラクターとして登場し、そこで別の男と付き合い始めたことやその彼に暴力を振るわれていることをニコに明かす。
パトス（Pathos）
声 - David Shaw
無名の黒人ラッパー。スタージャンクションの路上で自らのCDを売り込んでおり、一度目は歩行者とトラブルになっているところをニコに助けられ、二度目も同様にギャングメンバーとトラブルになったところを助けられるが、その時に腹を撃たれてしまい、最終的にはニコによって病院に連れて行かれる。
サラ（Sara）
声 - デボラ・イエーツ
ニコを誘惑してくる女性。離婚したばかりでニコにちょっかいを出すが、無視されたことに激怒し、トラブルを起こす。その後、ニコに家に送り届けられ、その際に別れた亭主に襲われるが、ニコが返り討ちにしたために助かることとなる。その後はニコと再会し、今度は服屋から小包を受け取ってくることを頼む（また、ニコは代金の500ドル支払うことになるが、銃で店員を脅して奪うことも出来る）。
マーニー（Marnie）
声 - Reyna de Courcy
アメリカ中西部の出身である麻薬中毒者の女性。リバティーシティにやって来て早々ポルノに出演させられ、そのまま売春婦になってしまう。その後、二度出会ったニコに一度目はボーイデン通り、二度目はイーストン駅に送り届けて貰い、いずれの場合も自身を見かねたニコに励まされ、お金をいくらか渡される。その後は親元に戻って更生し、大学に通っていることをニコにメールで知らせて感謝する。
『GTAV』では薬物から更生しており、イプシロン・プログラムと呼ばれるカルト教団に属している。
メル（Mel）
声 - Larry Fleischman
ブラッドが経営しているバーの客。ブラッドの一件以降は酒も薬も女も止めて真面目になったと言うが、実際はどこまでが本当かは分からない。酒に溺れていた頃に借金をした相手から因縁を付けられているらしく、ニコにその後始末を頼む。

### 最重要指名手配犯
マクスウェル・コーリン（Maxwell Caughlin）
指名手配犯。ボーハンで起きた事件で手配されている。
スコット・グゾウスキー（Scott Guzowski）
指名手配犯。ギャングがらみの暴力事件で手配されている。
アントニオ・リヴェッテ（Antonio Rivette）
指名手配犯。恐喝の疑いで手配されている。
ロドリゴ・スティーブン（Rodrigo Stavnes）
指名手配犯。恐喝の疑いで手配されている。
フェルナンド・ティスデル（Fernando Tisdel）
指名手配犯。人身売買の容疑で手配されている。
タイラー・ピックレル（Tyler Pickrel）
指名手配犯。人身売買の容疑で手配されている。
プレストン・ペチノフスキー（Preston Pecinovsky）
指名手配犯。クレジットカード偽造の容疑で手配されている。
アロンソ・ゴラルスキー（Alonso Goralski）
指名手配犯。窃盗の容疑で手配されている。
バート・レッカー（Bert Reker）
指名手配犯。ヤクの密輸で手配されている。
フレディ・パパロ（Freddy Paparo）
指名手配犯。車両窃盗の容疑で手配されている。

## 追加シナリオ
追加シナリオのダウンロードコンテンツとして、『グランド・セフト・オートIV・ザ・ロスト・アンド・ダムド』と『グランド・セフト・オート・ザ・バラッド・オブ・ゲイ・トニー』がある。
この2作は『グランド・セフト・オート・エピソード・フロム・リバティーシティ』(Grand Theft Auto episode from Liberty City)に収録され、Rockstar GamesからXbox 360、プレイステーション3用ソフトとして発売され、日本では2010年6月10日に発売された。なお『GTAIV』本編ディスクを持っていなくても単体でプレイ可能である。

## 移植版
日本語版のPLAYSTATION 3版、およびXbox 360版はカプコンから2008年10月30日に発売された。前作『SA』などにあった表現やプレイヤーの行動の規制はなくなったが、取扱説明書のページの一部分やゲームの一部が変更されている。2010年2月24日に総販売元のテイクツー・インタラクティブの日本支社設立が発表され、発売元をカプコンから2Kに委譲した。
PC版は2008年12月2日に北米で発売され、PC完全日本語版は、2009年3月20日にサイバーフロントより発売された。2009年11月10日に配布されたバージョン1.0.5.2より海外版と日本版は共通化され、MOD無しに完全日本語化された。日本語版はCEROの審査を受けたパソコンゲームとして初めてZ（18才以上のみ対象）の区分となった。
またSteamでもダウンロード発売されており、Xbox OneおよびXbox Series X/Sの後方互換機能にも対応している。

## 開発
本作からゲームエンジンが一新されロックスター・アドバンスド・ゲーム・エンジン（RAGE）によって製作された。

### 初期不良
発売直後からプレイ中または読み込み中にフリーズを起す事案が発生、ゲーム関連フォーラムに報告が殺到する事態となった。ほとんどがPS3版（Rockstar社のサーバーがトラブルを起こした状態で自動的にアクセスを行うため、ハングしてしまう）だが、360版でも発生している。ちなみにPS3の場合はPlaystation Networkのアカウントをログアウトさせるか、LANケーブルを抜くことで回避できる。この案件については後日修正パッチが配布された。

## 反響
- 本作では飲酒運転ができることから、アメリカの飲酒運転防止活動団体MADD（Mothers Against Drunk Driving、直訳すると飲酒運転防止母の会）が、アメリカのレーティング団体ESRBに対し、現行のM（Mature）（17歳以上対象）の販売レーティングをAO（Adult Only）に変更するよう要請し、発売中止を求めている[10]。なお、AOレーティングになると、アメリカの一般量販店での取り扱いはしない傾向がある。
- 本作は開発費が約1億ドルと言われており、ギネスブックに「最も開発費が使用されたテレビゲーム」として、これまで1位のシェンムー（約7,000万ドル）を抜いて記載された。
- 発売初日で3億1,000万ドルの売り上げを記録、Halo3の記録を1日で破った[11]。さらに1週間で600万本以上を販売し、これによる収益は5億ドル以上とされており[11]、エンターテインメント業界の売り上げにおいてギネス記録を更新した（これまでの過去最高はJ・K・ローリング著作の『ハリー・ポッターと死の秘宝』で、発売後24時間で2億2,000万ドルの売り上げ）以上の評価の高さから、前作『SA』の2,150万本の記録を抜くのはほぼ確実と見られている[12][13]。
- テイクツー・インタラクティブ社の第2四半期決算発表では、2008年5月31日時点での出荷本数は1,300万本、累計販売本数は850万本に及んでいる。日本語版を含めると約870万本を超えている。
- Take-Twoの2013会計年度第1四半期の業績報告会で本作の売り上げが2,500万本を突破したことを明らかにした。2011年3月時点で2,000万本セールスを達していたと考慮すれば、およそ2年で500万本の売り上げを上乗せしたことになる[1]。

### 日本語版
2014年1月、主に当ゲームを含めた「残虐ゲーム」の過度および強要によるプレーにより9歳の男児が「ストレス性の自律神経障害」を被ったとして、男児の父親が強要容疑で逮捕された。ゲームの強要罪による逮捕は前例がなく「異例の事件」であると報じられた。逮捕にふみきった京都府警木津署の幹部は「副次的ではあるが、社会に対する警鐘にもなれば」と話しているという。